# Erice
Erice (en sicilià, Èrici; anomenada Monte San Giuliano fins a 1934) és una ciutat històrica situada dalt del Monte Erice, a la vora de Trapani (Sicília, Itàlia). La comuna té 28.684 habitants i abasta una superfície de 4.723 hectàrees amb una densitat d'habitants de 657 habitants per quilòmetre quadrat. Limita amb els municipis de Buseto Palizzolo, Paceco, Trapani, Valderice i Custonaci. Correspon a l'antiga ciutat d'Èrix, població dels elimis.

## Geografia
La muntanya té aproximadament 750 metres d'altitud, amb l'encantador poble medieval al cims, des del qual s'albira un magnífic panorama, En particular des dels jardins de Balio. Aquests bells jardins envolten el castell de Venus i les torres del Balio, edificades pels normands. També hi ha precioses vistes de Monte Cofano, Trapani i les Ègades; en un dia clar es distingeix el cap Bon de Tunis, a 170 km. de distància. S'hi troba igualment el Castell Pepoli.

## Història

### Antiguitat
Va ser una ciutat important dels elimis i un centre religiós, cèlebre pel seu temple on els fenicis adoraven Astarte, la grega Afrodita i la romana Venus. Va ser presa pels siracusans i pels cartaginesos; els romans la van conquerir l'any 244 aC.

### Edat mitjana
Els àrabs la varen anomenar Gebel Hamed (muntanya d'Hamed) durant la invasió del segle xii, i en van recuperar de la importància perduda. Els normands en van dir Monte San Guliano i el nom d'Erice no va reaparèixer fins al 1934.en van dir els normands, i no reprèn el nom d'Erice fins a l 1934.

## Monuments
Entre els molts monuments d'importància tenim l'Església Matriu, del segle xiv, amb els interiors refets a l'últim segle; el Castell Medieval, dels segles XII i xiii, i les restes del Temple i l'Ajuntament, seu d'una biblioteca i del Museu Cordici, ric en monedes arqueològiques de la necròpoli ericina i on destaca un cap d'Afrodita del segle iv aC.

### Església Matriu
De la Porta Trapani, un dels accessos a la ciutat, s'agafa el carrer Vito Carvini que porta a l'Església Matriu (Chiesa Matrice), que va ser construïda amb materials procedents del Temple de Venus.

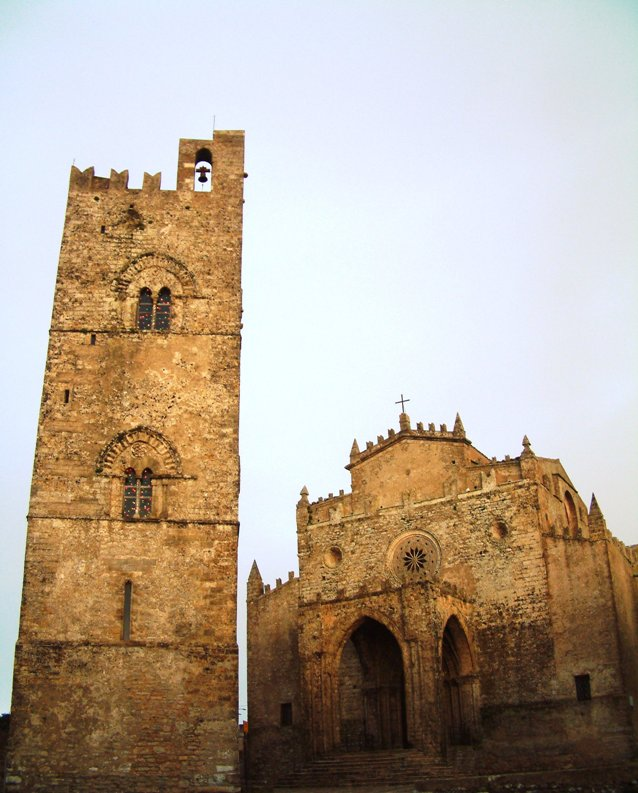
Església Matriu amb el campanar aïllat

Davant d'ella, aïllat, s'aixeca un poderós campanar d'estil gòtic, de tipus chiaramontano, i coronat per merlets. Es creu que originàriament va ser construït com a torre per a Frederic II de Sicília l'any 1312 i més tard es va anar convertint en un campanar.
L'església, del 1314, presenta en l'exterior un pòrtic rectangular del 1426 que precedeix la façana principal. Sota quatre arcades ogivals s'obre una ornada portada gòtica i, a sobre, una bonica rosassa.
L'interior, de tres naus en estil neogòtic, guarda obres de Dominica Gagini (1420-1492) i fragments de frescos de l'escola catalana del segle xv. Al llarg de la nau esquerra s'obren diferents capelles.

## Galeria d'imatges

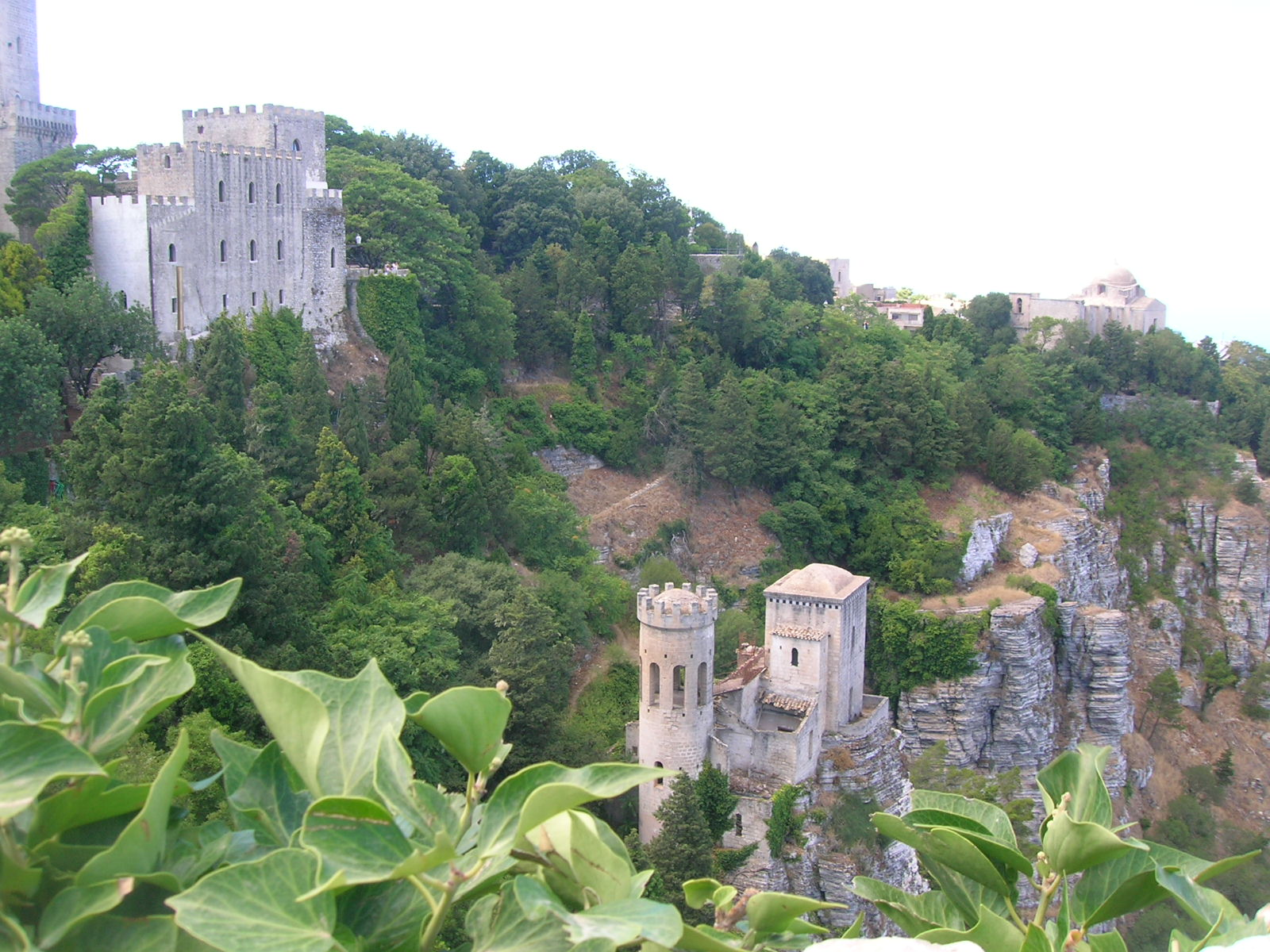
Castell d' Erice
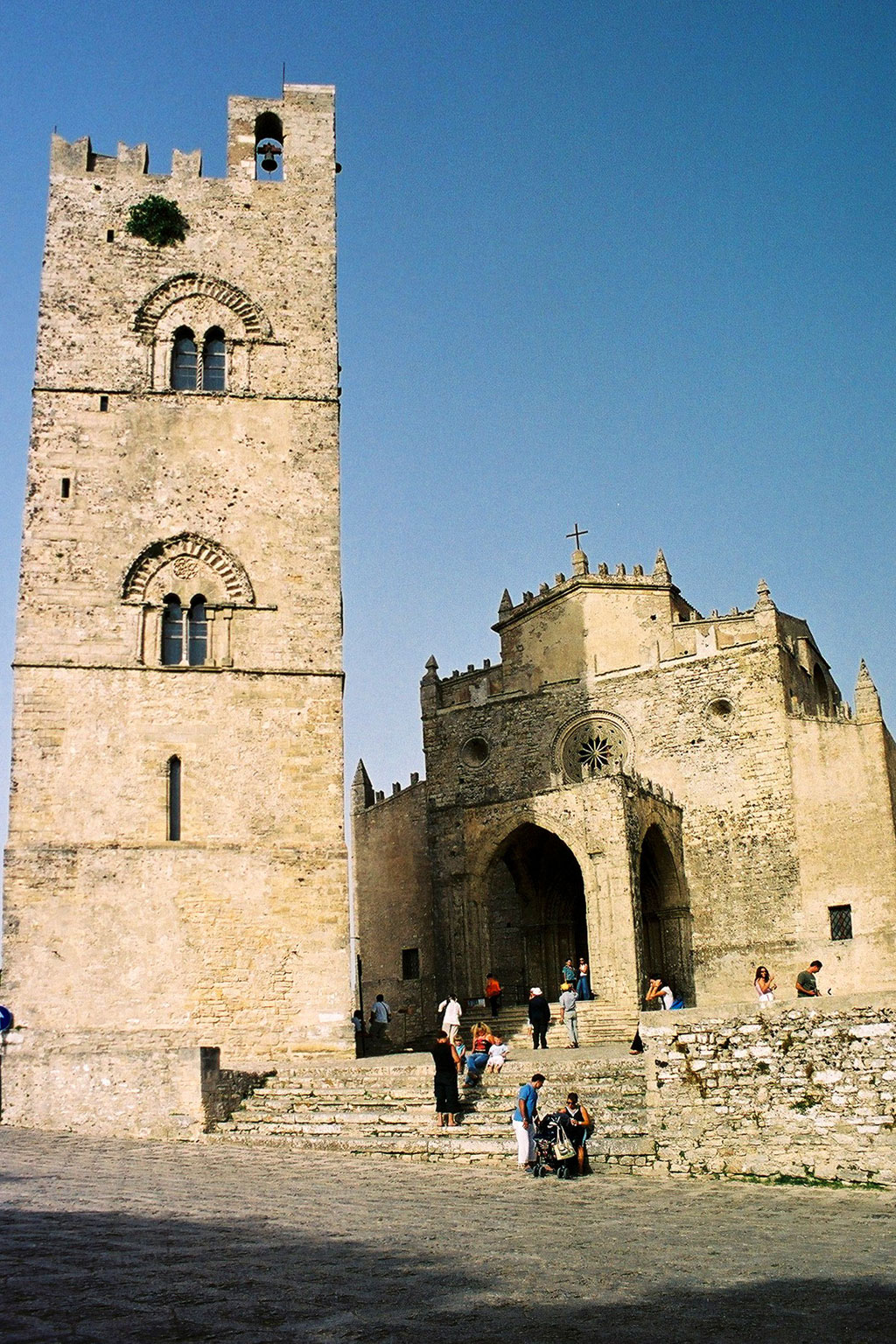
Església Mare
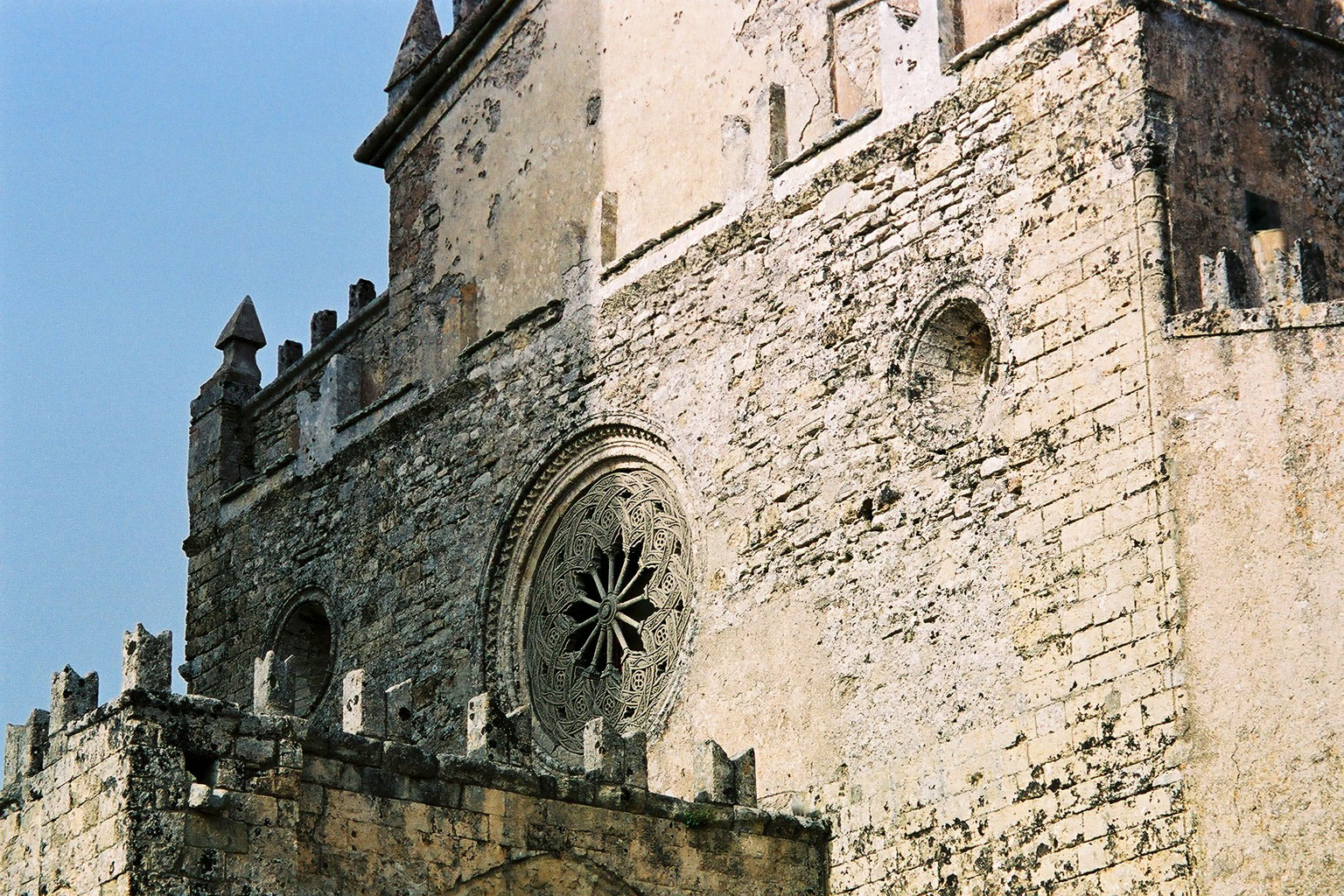
Rosassa gòtica
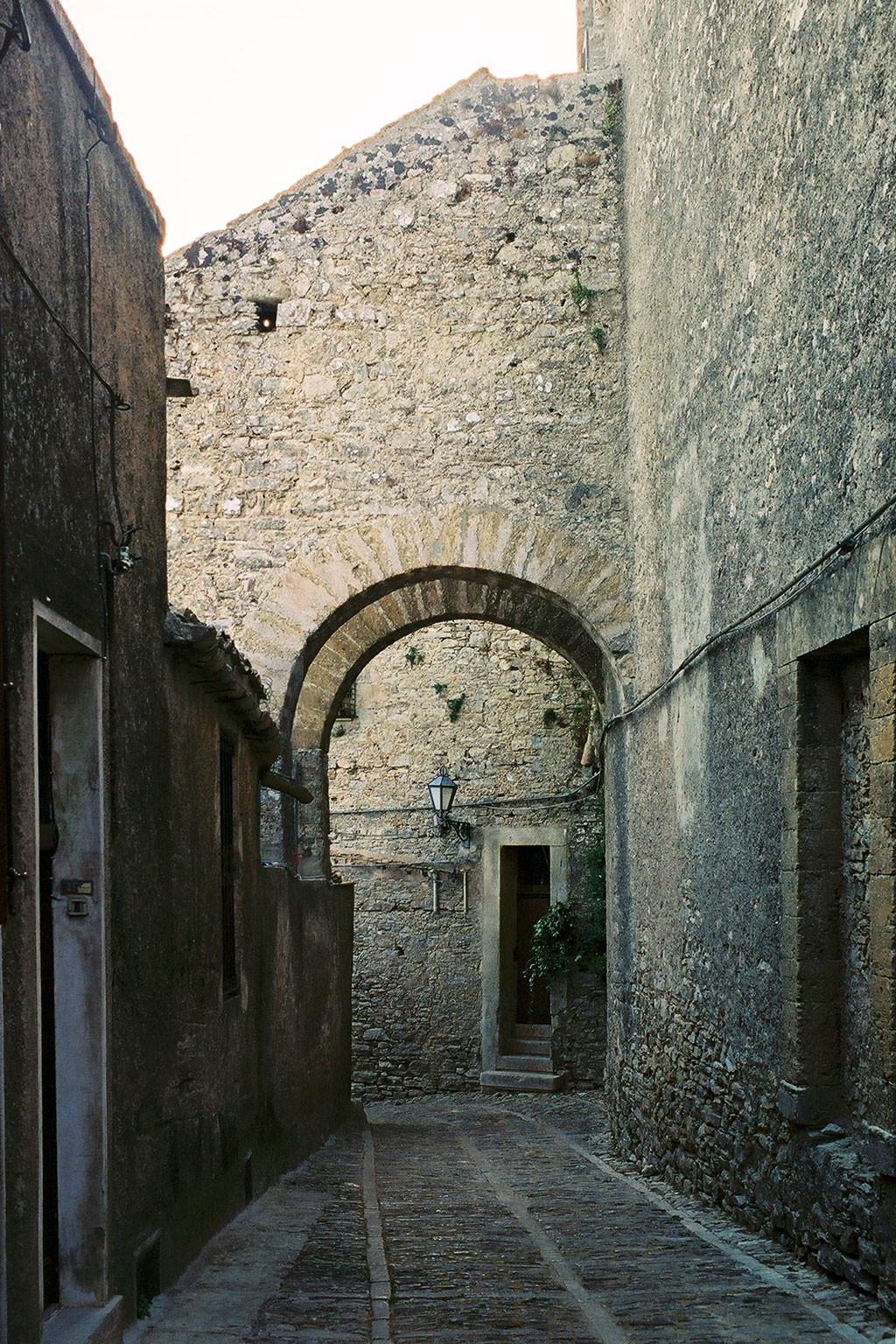
Carrers
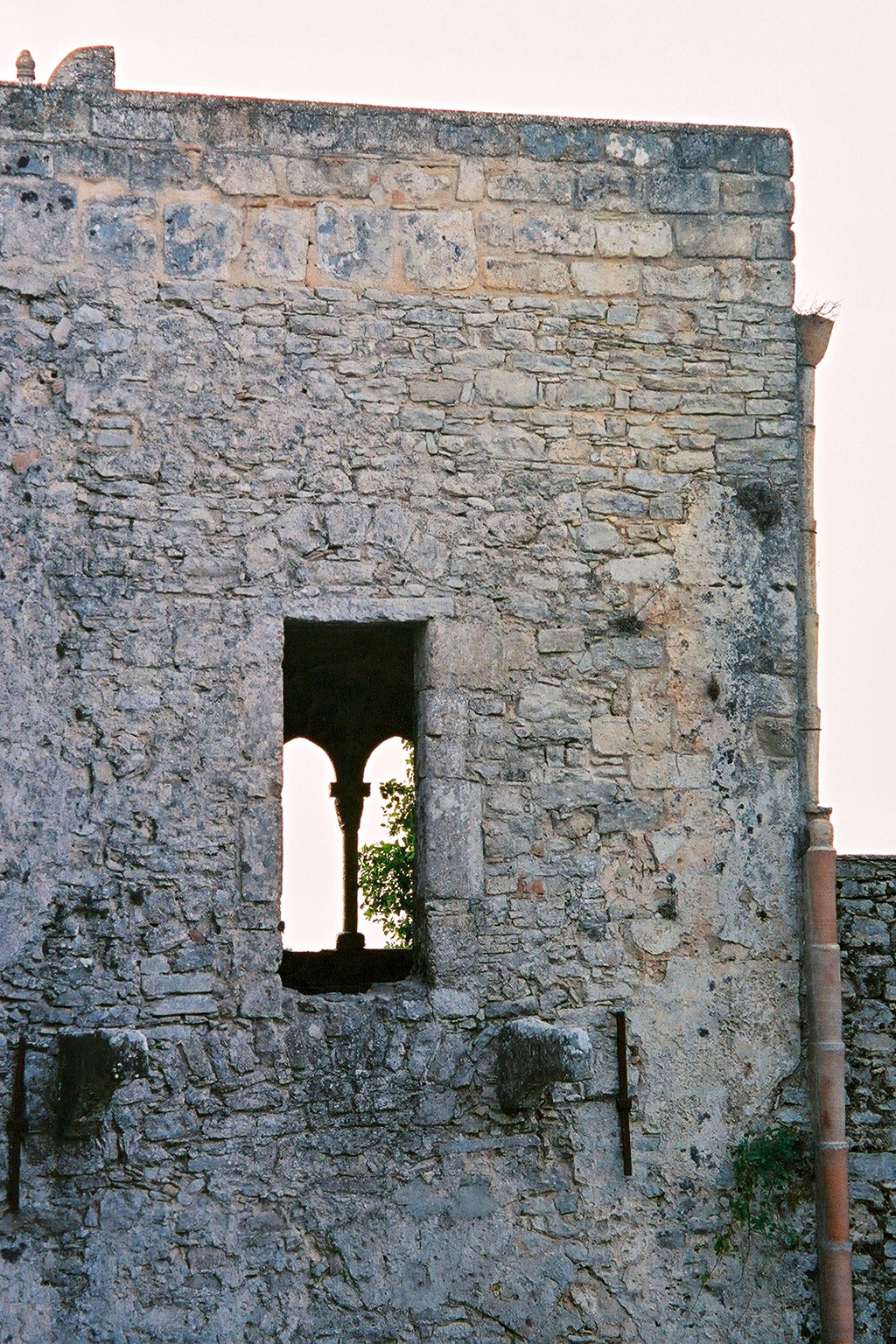
Castell Normand
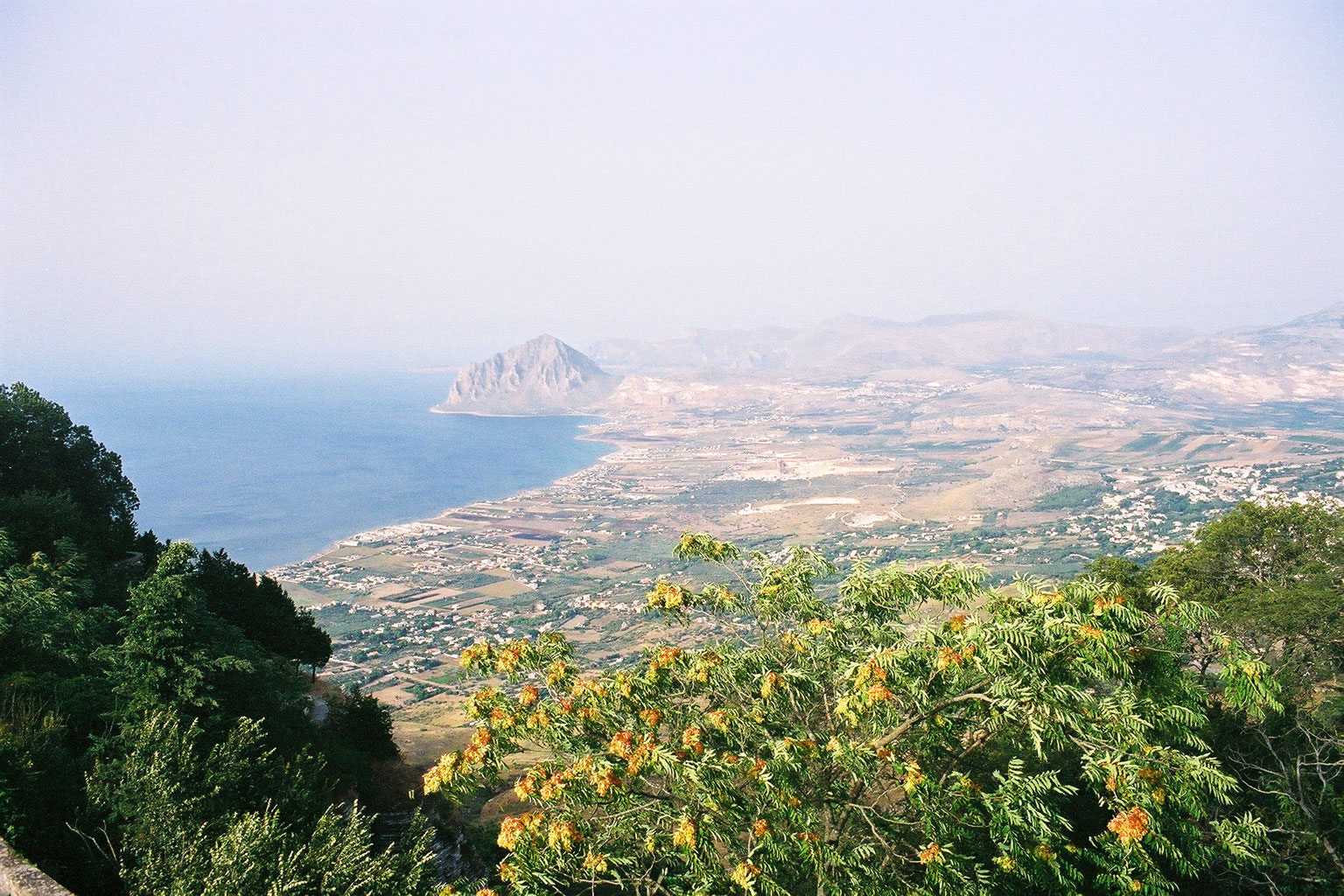
Vista des del Monte Cofano
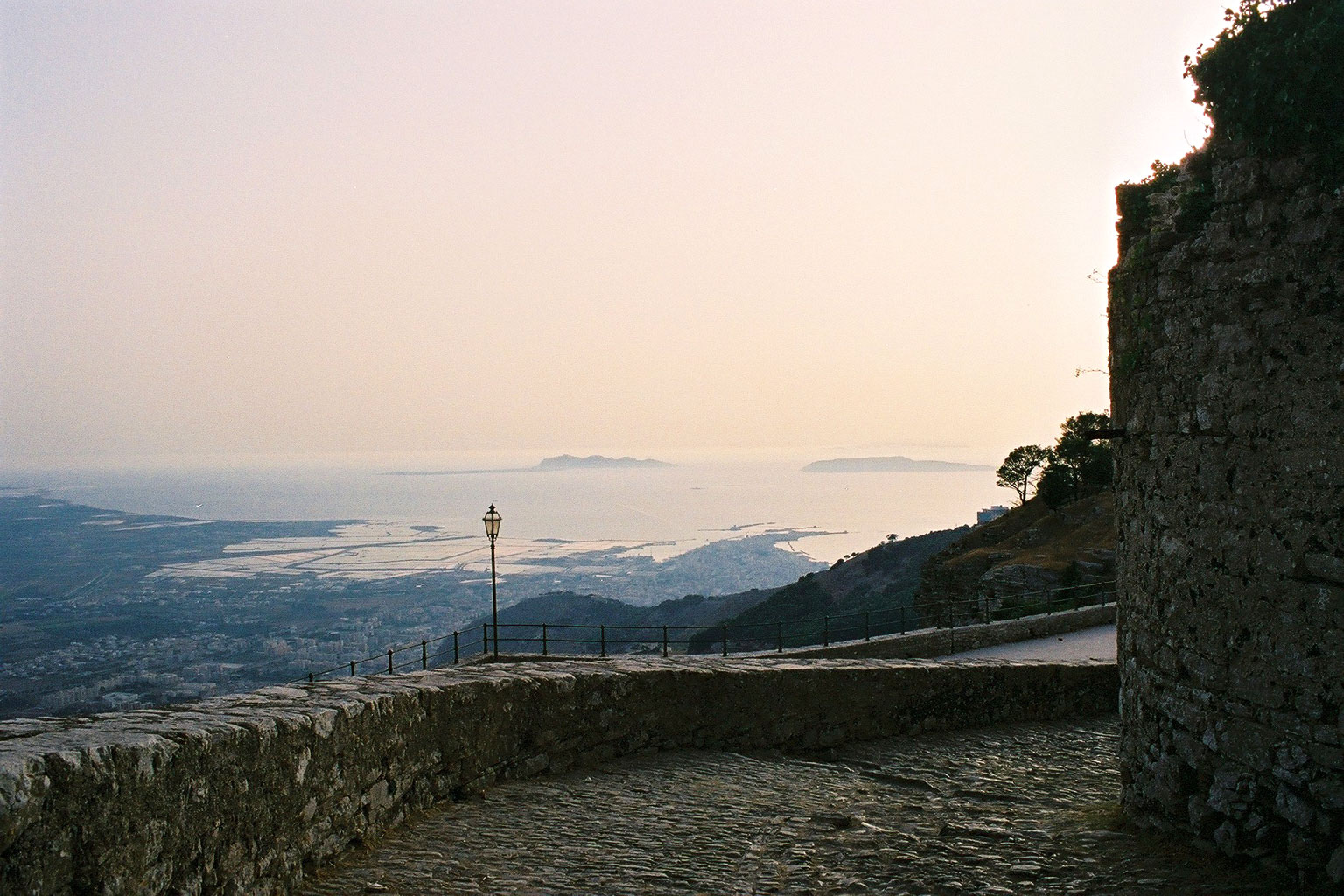
La vall vista des del Castell